# Nieuwe Wetering (Overijssel)
Nieuwe Wetering is een buurtschap in de gemeente Zwartewaterland, in de Nederlandse provincie Overijssel. Het ligt in het zuiden van de gemeente, drie kilometer ten zuidwesten van Hasselt. 

## Waterloop
De Nieuwe Wetering is eveneens een afwaterings kanaal dat ligt tussen het Varkensgat  en de Milligerplas. Het is deels een grens tussen Zwolle en Hasselt. Het kanaal is mede een onderdeel van het kenmerkende karakter van de polder.
De polder heeft een beschermde cultuurhistorische status en is aangewezen als nationaal landschap.
Hoofdplaats: Hasselt      Stad: Genemuiden

Dorpen: Kamperzeedijk-Oost · Kamperzeedijk-West · Zwartsluis     
Buurtschappen: Afsched · Baarlo · Cellemuiden · De Velde · Genne · Genne-Overwaters · Holten · Kievitsnest · Mastenbroek (deels) · Nieuwe Wetering · Roebolligehoek · Streukel · Zwartewatersklooster

Voormalige gemeenten: Genemuiden · Hasselt · Zwartsluis

Overijssel · Steden en dorpen in Overijssel      Nederland · Provincies · Gemeenten